# Литва на летних Олимпийских играх 2020
Литва на летних Олимпийских играх 2020 года  представлена в двенадцати видах спорта.

## Медалисты
| Медаль  | Спортсмен          | Вид спорта            | Дисциплина |
| ------- | ------------------ | --------------------- | ---------- |
| Серебро | Лаура Асадаускайте | Современное пятиборье | Женщины    |

## Состав сборной
Академическая гребля
1. Ауримас Адомавичюс
2. Миндаугас Гришконис
3. Мартинас Джяугис
4. Армандас Кяльмялис
5. Довидас Немеравичюс
6. Саулюс Риттер
7. Доминикас Янчёнис
8. Милда Вальчюкайте
9. Доната Каралене

 Борьба
Греко-римская борьба
1. Мантас Книстаутас

Велоспорт
 Шоссейный велоспорт
1. Эвалдас Шишкявичус
2. Раса Лелейвите

 Трековый велоспорт
1. Оливия Балейшите
2. Симона Крупецкайте
3. Мигле Марозайте

Гребля на байдарках и каноэ
 Гребля на гладкой воде
1. Миндаугас Малдонис

 Дзюдо
1. Сандра Яблонските

 Лёгкая атлетика
1. Адриюс Глебаускас
2. Андрюс Гуджюс
3. Марюс Жюкас
4. Эдис Матусявичюс
5. Артур Мастяница
6. Гедиминас Трускаускас
7. Бригита Вирбалите-Димшене
8. Диана Загаинова
9. Айрине Пальшите
10. Агне Шеркшнене
11. Ливета Ясюнайте

 Парусный спорт
1. Йозас Бернотас
2. Виктория Андрулите

 Плавание
1. Симонас Билис
2. Дейвидас Маргевичюс
3. Данас Рапшис
4. Гедрюс Титянис
5. Андрюс Шидлаускас
6. Котрина Тетеревкова

 Современное пятиборье
1. Юстинас Киндерис
2. Лаура Асадаускайте
3. Гинтаре Венчкаускайте

 Стрельба
1. Каролис Гирулис

 Спортивная гимнастика
1. Роберт Творогал

 Тяжёлая атлетика
1. Арнас Шидишкис

## Результаты соревнований

### Академическая гребля
Мужчины
| Соревнование    | Спортсмены                                                                | Предварительный заезд | Предварительный заезд | Предварительный заезд | Отборочный заезд | Отборочный заезд | Отборочный заезд | Четвертьфинал | Четвертьфинал | Четвертьфинал | Полуфинал       | Полуфинал       | Полуфинал       | Финал   | Финал   | Итоговое место |
| Соревнование    | Спортсмены                                                                | Заезд                 | Время                 | Место                 | Заезд            | Время            | Место            | Заезд         | Время         | Место         | Заезд           | Время           | Место           | Время   | Место   | Итоговое место |
| --------------- | ------------------------------------------------------------------------- | --------------------- | --------------------- | --------------------- | ---------------- | ---------------- | ---------------- | ------------- | ------------- | ------------- | --------------- | --------------- | --------------- | ------- | ------- | -------------- |
| одиночки        | Миндаугас Гришконис                                                       | 4                     | 7:05.88               | 2 Q                   | Не участвовал    | Не участвовал    | Не участвовал    | 4             | 7:16.71       | 5 Q A/B       | Полуфинал A/B 1 | Полуфинал A/B 1 | Полуфинал A/B 1 | Финал A | Финал A | 6              |
| одиночки        | Миндаугас Гришконис                                                       | 4                     | 7:05.88               | 2 Q                   | Не участвовал    | Не участвовал    | Не участвовал    | 4             | 7:16.71       | 5 Q A/B       | 1               | 6:45.90         | 3 QA            | 6       | 6:57.60 | 6              |
| двойки парные   | Ауримас Адомавичюс Саулюс Риттер                                          | 3                     | 6:23.08               | 4 QR                  | 1                | 6:27.36          | 2 Q A/B          | Не проводится | Не проводится | Не проводится | 2               | 6:34.04         | 6 QB            | Финал B | Финал B | 12             |
| двойки парные   | Ауримас Адомавичюс Саулюс Риттер                                          | 3                     | 6:23.08               | 4 QR                  | 1                | 6:27.36          | 2 Q A/B          | Не проводится | Не проводится | Не проводится | 2               | 6:34.04         | 6 QB            | 6.20.87 | 6       | 12             |
| четвёрки парные | Доминикас Янчёнис Довидас Немеравичюс Армандас Кяльмялис Мартинас Джяугис | 1                     | 6:03.07               | 5 QR                  | 1                | 6:14.73          | 6 QB             | Не проводится | Не проводится | Не проводится | Не проводится   | Не проводится   | Не проводится   | Финал B | Финал B | 10             |
| четвёрки парные | Доминикас Янчёнис Довидас Немеравичюс Армандас Кяльмялис Мартинас Джяугис | 1                     | 6:03.07               | 5 QR                  | 1                | 6:14.73          | 6 QB             | Не проводится | Не проводится | Не проводится | Не проводится   | Не проводится   | Не проводится   | 5:51.64 | 4       | 10             |

Женщины
| Соревнование  | Спортсмены                        | Предварительный заезд | Предварительный заезд | Предварительный заезд | Отборочный заезд | Отборочный заезд | Отборочный заезд | Полуфинал | Полуфинал | Полуфинал | Финал   | Финал   | Итоговое место |
| Соревнование  | Спортсмены                        | Заезд                 | Время                 | Место                 | Заезд            | Время            | Место            | Заезд     | Время     | Место     | Время   | Место   | Итоговое место |
| ------------- | --------------------------------- | --------------------- | --------------------- | --------------------- | ---------------- | ---------------- | ---------------- | --------- | --------- | --------- | ------- | ------- | -------------- |
| двойки парные | Доната Каралене Милда Вальчюкайте | 3                     | 6:50.38               | 2 Q A/B               | Не участвовали   | Не участвовали   | Не участвовали   | 1         | 7:11.29   | 3 QA      | Финал A | Финал A | 4              |
| двойки парные | Доната Каралене Милда Вальчюкайте | 3                     | 6:50.38               | 2 Q A/B               | Не участвовали   | Не участвовали   | Не участвовали   | 1         | 7:11.29   | 3 QA      | 6:47.44 | 4       | 4              |

### Борьба
Мужчины
Греко-римская борьба
| Категория | Спортсмены        | 1/8 финала             | Четвертьфинал        | Полуфинал            | Финал                | Место                |
| Категория | Спортсмены        | Соперник Результат     | Соперник Результат   | Соперник Результат   | Соперник Результат   | Место                |
| --------- | ----------------- | ---------------------- | -------------------- | -------------------- | -------------------- | -------------------- |
| до 130 кг | Мантас Книстаутас | Рыза Каяалп Турция 1-5 | Завершил выступление | Завершил выступление | Завершил выступление | Завершил выступление |

### Велоспорт

#### Шоссейный велоспорт
Мужчины
| Соревнование    | Спортсмены         | Время | Место | Отставание |
| --------------- | ------------------ | ----- | ----- | ---------- |
| групповая гонка | Эвалдас Шишкявичус | DNF   | DNF   | DNF        |

Женщины
| Соревнование    | Спортсмены     | Время   | Место | Отставание |
| --------------- | -------------- | ------- | ----- | ---------- |
| групповая гонка | Раса Лелейвите | 3:59.47 | 35    | +7:02      |

#### Трековый велоспорт
Женщины
Спринт
| Соревнование | Спортсмены         | Квалификация   | Квалификация | Раунд 1                                   | Утешительный заезд                                               | Раунд 2               | Утешительный заезд    | Четвертьфинал         | Полуфинал             | Финал                               | Место                 |
| Соревнование | Спортсмены         | Время Скорость | Место        | Соперник Время Скорость Отставание        | Соперники Время Скорость Отставание                              | Соперник Время        | Соперники Время       | Соперник Время        | Соперник Время        | Победитель заезда, время и скорость | Место                 |
| ------------ | ------------------ | -------------- | ------------ | ----------------------------------------- | ---------------------------------------------------------------- | --------------------- | --------------------- | --------------------- | --------------------- | ----------------------------------- | --------------------- |
| женщины      | Симона Крупецкайте | 10.706 67.252  | 16 Q         | Лэй Вайси Тайвань 10.744 67.014 +0.102    | Юка Кобаяси Япония Мигле Марозайте Литва 11.335 65.976 +0.052    | Завершила выступление | Завершила выступление | Завершила выступление | Завершила выступление | Завершила выступление               | Завершила выступление |
| женщины      | Мигле Марозайте    | 11.031         | 24 Q         | Леа Фридрих Германия 11.105 64.836 +0.370 | Юка Кобаяси Япония Симона Крупецкайте Литва 11.335 65.976 +0.265 | Завершила выступление | Завершила выступление | Завершила выступление | Завершила выступление | Завершила выступление               | Завершила выступление |

Командный спринт
| Соревнование | Спортсмены                         | Квалификация   | Квалификация | Полуфинал               | Финал за 5-е место      | Финал за 5-е место |
| Соревнование | Спортсмены                         | Время Скорость | Место        | Соперник Время Скорость | Соперник Время Скорость | Место              |
| ------------ | ---------------------------------- | -------------- | ------------ | ----------------------- | ----------------------- | ------------------ |
| женщины      | Симона Крупецкайте Мигле Марозайте | 33.276 54.093  | 7            | Китай 32.827 54.833 L   | Мексика 32.808 54.865 W | 5                  |

Кейрин
| Соревнование | Спортсмены         | Первый раунд | Первый раунд | Утешительный заезд | Утешительный заезд | Четвертьфинал  | Четвертьфинал  | Полуфинал      | Полуфинал      | Финал          |
| Соревнование | Спортсмены         | Заезд        | Место        | Заезд              | Место              | Заезд          | Место          | Заезд          | Место          | Финал          |
| ------------ | ------------------ | ------------ | ------------ | ------------------ | ------------------ | -------------- | -------------- | -------------- | -------------- | -------------- |
| женщины      | Симона Крупецкайте | 4            | 6            | 2                  | 3                  | Не участвовала | Не участвовала | Не участвовала | Не участвовала | Не участвовала |
| женщины      | Мигле Марозайте    | 2            | 6            | 1                  | 5                  | Не участвовала | Не участвовала | Не участвовала | Не участвовала | Не участвовала |

Омниум
| Соревнование | Спортсмены       | Скр   | Скр  | ТГ    | ТГ   | ГВ    | ГВ   | ГО    | ГО   | Сумма очков | Место |
| Соревнование | Спортсмены       | Место | Очки | Место | Очки | Место | Очки | Место | Очки | Сумма очков | Место |
| ------------ | ---------------- | ----- | ---- | ----- | ---- | ----- | ---- | ----- | ---- | ----------- | ----- |
| женщины      | Оливия Балейшите | 13    | 16   | 17    | 8    | 6     | 30   | -20   | 17   | 34          | 17    |

### Водные виды спорта

#### Плавание
Мужчины
| Дистанция                    | Спортсмены                                                       | Предварительный раунд | Предварительный раунд | Предварительный раунд | Полуфинал             | Полуфинал             | Полуфинал             | Финал                 | Финал                 |                      |
| Дистанция                    | Спортсмены                                                       | Заплыв                | Результат             | Место                 | Заплыв                | Результат             | Место                 | Результат             | Место                 |                      |
| ---------------------------- | ---------------------------------------------------------------- | --------------------- | --------------------- | --------------------- | --------------------- | --------------------- | --------------------- | --------------------- | --------------------- | -------------------- |
| 200 метров вольным стилем    | Данас Рапшис                                                     | 5                     | 1:45.84               | 9 Q                   | 2                     | 1:45.32               | 3 Q                   | 1:45.78               | 8                     |                      |
| 400 метров вольным стилем    | Данас Рапшис                                                     | 4                     | 3:46.32               | 13                    | Завершил выступление  | Завершил выступление  | Завершил выступление  | Завершил выступление  | Завершил выступление  |                      |
| 200 м комплекс               | Данас Рапшис                                                     | 3                     | 1:59.90               | 33                    | Завершил выступление  | Завершил выступление  | Завершил выступление  | Завершил выступление  | Завершил выступление  |                      |
| 100 метров брассом           | Гедрюс Титянис                                                   | 4                     | 1:00.92               | 36                    | Завершил выступление  | Завершил выступление  | Завершил выступление  | Завершил выступление  | Завершил выступление  |                      |
| 100 метров брассом           | Андрюс Шидлаускас                                                | 5                     | 59.46                 | 13                    | 2                     | 59.82                 | 13                    | Завершил выступление  | Завершил выступление  | Завершил выступление |
| 200 метров брассом           | Андрюс Шидлаускас                                                | 5                     | 2:09.56               | 13                    | 2                     | 2:10.69               | 16                    | Завершил выступление  | Завершил выступление  | Завершил выступление |
| Эстафета                     | Предварительный раунд                                            | Предварительный раунд | Предварительный раунд | Предварительный раунд | Финал                 | Финал                 | Финал                 | Финал                 | Финал                 |                      |
| Эстафета                     | Состав                                                           | Заплыв                | Результат             | Место                 | Состав                | Состав                | Состав                | Результат             | Место                 |                      |
| 4×100 метров комбинированная | Симонас Билис Дейвидас Маргевичюс Данас Рапшис Андрюс Шидлаускас | 2                     | DSQ                   | DSQ                   | Завершили выступление | Завершили выступление | Завершили выступление | Завершили выступление | Завершили выступление |                      |

Женщины
| Дистанция          | Спортсмены          | Предварительный раунд | Предварительный раунд | Предварительный раунд | Полуфинал             | Полуфинал             | Полуфинал             | Финал                 | Финал                 |                       |
| Дистанция          | Спортсмены          | Заплыв                | Результат             | Место                 | Заплыв                | Результат             | Место                 | Результат             | Место                 |                       |
| ------------------ | ------------------- | --------------------- | --------------------- | --------------------- | --------------------- | --------------------- | --------------------- | --------------------- | --------------------- | --------------------- |
| 100 метров брассом | Котрина Тетеревкова | 3                     | 1:06.82               | 15                    | 2                     | 1:07.39               | 14                    | Завершила выступление | Завершила выступление | Завершила выступление |
| 200 метров брассом | Котрина Тетеревкова | 1                     | 2:26.82               | 23                    | Завершила выступление | Завершила выступление | Завершила выступление | Завершила выступление | Завершила выступление |                       |

### Гимнастика

#### Спортивная гимнастика
Мужчины
Многоборье
| Соревнование      | Спортсмены      | Квалификация        | Квалификация | Квалификация | Квалификация   | Квалификация        | Квалификация | Квалификация | Квалификация | Финал                | Финал                | Финал                | Финал                | Финал                | Финал                | Финал                | Финал                |
| Соревнование      | Спортсмены      | Вольные выступления | Конь         | Кольца       | Опорный прыжок | Параллельные брусья | Перекладина  | Всего        | Место        | Вольные выступления  | Конь                 | Кольца               | Опорный прыжок       | Параллельные брусья  | Перекладина          | Всего                | Место                |
| ----------------- | --------------- | ------------------- | ------------ | ------------ | -------------- | ------------------- | ------------ | ------------ | ------------ | -------------------- | -------------------- | -------------------- | -------------------- | -------------------- | -------------------- | -------------------- | -------------------- |
| личное многоборье | Роберт Творогал | 13.633              | 12.100       | 13.300       | 13.933         | 14.500              | 12.766       | 80.232       | 46           | Завершил выступление | Завершил выступление | Завершил выступление | Завершил выступление | Завершил выступление | Завершил выступление | Завершил выступление | Завершил выступление |

Индивидуальные упражнения
| Соревнование        | Спортсмены      | Квалификация | Квалификация | Финал                | Финал                |
| Соревнование        | Спортсмены      | Очки         | Место        | Очки                 | Место                |
| ------------------- | --------------- | ------------ | ------------ | -------------------- | -------------------- |
| вольные упражнения  | Роберт Творогал | 13.633       | 41           | Завершил выступление | Завершил выступление |
| конь                | Роберт Творогал | 12.100       | 66           | Завершил выступление | Завершил выступление |
| кольца              | Роберт Творогал | 13.300       | 48           | Завершил выступление | Завершил выступление |
| опорный прыжок      | Роберт Творогал | 13.933       | 41           | Завершил выступление | Завершил выступление |
| параллельные брусья | Роберт Творогал | 14.500       | 32           | Завершил выступление | Завершил выступление |
| перекладина         | Роберт Творогал | 12.766       | 57           | Завершил выступление | Завершил выступление |

### Гребля на байдарках и каноэ

#### Гребля на гладкой воде
Мужчины
| Соревнование               | Спортсмены         | Предварительный раунд | Предварительный раунд | Предварительный раунд | Четвертьфинал | Четвертьфинал | Четвертьфинал | Полуфинал | Полуфинал | Полуфинал | Финал B | Финал B | Итоговое место |
| Соревнование               | Спортсмены         | Заплыв                | Время                 | Место                 | Заплыв        | Время         | Место         | Заплыв    | Время     | Место     | Время   | Место   | Итоговое место |
| -------------------------- | ------------------ | --------------------- | --------------------- | --------------------- | ------------- | ------------- | ------------- | --------- | --------- | --------- | ------- | ------- | -------------- |
| каноэ-одиночки, 200 метров | Миндаугас Малдонис | 5                     | 35.650                | 3 QF                  | 1             | 35.466        | 1 SF          | 2         | 36.637    | 8 FB      | 36.257  | 2       | 10             |

### Дзюдо
Женщины
| Категория   | Спортсмены        | 1/16 финала                        | 1/8 финала                       | Четвертьфинал         | Полуфинал             | Финал                 | Место                 |
| Категория   | Спортсмены        | Соперник Результат                 | Соперник Результат               | Соперник Результат    | Соперник Результат    | Соперник Результат    | Место                 |
| ----------- | ----------------- | ---------------------------------- | -------------------------------- | --------------------- | --------------------- | --------------------- | --------------------- |
| свыше 78 кг | Сандра Яблонските | Ивана Маранич Хорватия 0:0 1:0 1:0 | Романа Дикко Франция 0:0 0:1 0:0 | Завершила выступление | Завершила выступление | Завершила выступление | Завершила выступление |

### Лёгкая атлетика
Мужчины
Шоссейные дисциплины
| Дисциплина              | Спортсмен       | Время   | Место |
| ----------------------- | --------------- | ------- | ----- |
| ходьба на 20 километров | Марюс Жюкас     | 1:27:35 | 33    |
| ходьба на 50 километров | Артур Мастяница | 4:06:43 | 41    |

Беговые дисциплины
| Дисциплина        | Спортсмен             | Предварительный забег | Предварительный забег | Предварительный забег | Полуфиналы           | Полуфиналы           | Полуфиналы           | Финал                | Финал                |
| Дисциплина        | Спортсмен             | Забег                 | Время                 | Место                 | Забег                | Время                | Место                | Время                | Место                |
| ----------------- | --------------------- | --------------------- | --------------------- | --------------------- | -------------------- | -------------------- | -------------------- | -------------------- | -------------------- |
| бег на 200 метров | Гедиминас Трускаускас | 4                     | 21.02                 | 39                    | Завершил выступление | Завершил выступление | Завершил выступление | Завершил выступление | Завершил выступление |

Технические дисциплины
| Дисциплина      | Спортсмен         | Квалификация | Квалификация | Финал                | Финал                |
| Дисциплина      | Спортсмен         | Результат    | Место        | Результат            | Место                |
| --------------- | ----------------- | ------------ | ------------ | -------------------- | -------------------- |
| метание диска   | Андрюс Гуджюс     | 65.94        | 2 Q          | 64.11                | 6                    |
| прыжки в высоту | Адриюс Глебаускас | 2.17         | 26           | Завершил выступление | Завершил выступление |
| метание копья   | Эдис Матусявичюс  | 81.24        | 14           | Завершил выступление | Завершил выступление |

Женщины
Шоссейные дисциплины
| Дисциплина              | Спортсмен                 | Время   | Место |
| ----------------------- | ------------------------- | ------- | ----- |
| ходьба на 20 километров | Бригита Вирбалите-Димшене | 1:35:56 | 26    |

Беговые дисциплины
| Дисциплина        | Спортсмен      | Предварительный раунд | Предварительный раунд | Предварительный раунд | Полуфиналы            | Полуфиналы            | Полуфиналы            | Финал                 | Финал                 |
| Дисциплина        | Спортсмен      | Забег                 | Время                 | Место                 | Забег                 | Время                 | Место                 | Время                 | Место                 |
| ----------------- | -------------- | --------------------- | --------------------- | --------------------- | --------------------- | --------------------- | --------------------- | --------------------- | --------------------- |
| бег на 400 метров | Агне Шеркшнене | 5                     | 52.78                 | 36                    | Завершила выступление | Завершила выступление | Завершила выступление | Завершила выступление | Завершила выступление |

Технические дисциплины
| Дисциплина      | Спортсмен       | Квалификация | Квалификация | Финал                 | Финал                 |
| Дисциплина      | Спортсмен       | Результат    | Место        | Результат             | Место                 |
| --------------- | --------------- | ------------ | ------------ | --------------------- | --------------------- |
| прыжки в высоту | Айрине Пальшите | 1.86         | 27           | Завершила выступление | Завершила выступление |
| тройной прыжок  | Диана Загаинова | 13.10        | 28           | Завершила выступление | Завершила выступление |
| метание копья   | Ливета Ясюнайте | 61.96        | 8 Q          | 60.06                 | 7                     |

### Парусный спорт
Мужчины
| Класс | Спортсмены     | Гонка | Гонка | Гонка | Гонка | Гонка | Гонка | Гонка | Гонка | Гонка | Гонка | Гонка | Гонка | Гонка         | Очки | Место |
| Класс | Спортсмены     | 1     | 2     | 3     | 4     | 5     | 6     | 7     | 8     | 9     | 10    | 11    | 12    | M             | Очки | Место |
| ----- | -------------- | ----- | ----- | ----- | ----- | ----- | ----- | ----- | ----- | ----- | ----- | ----- | ----- | ------------- | ---- | ----- |
| RS:X  | Йозас Бернотас | 23    | 11    | 12    | 15    | 26    | 10    | 12    | 18    | 13    | 12    | 14    | 5     | не участвовал | 145  | 15    |

Женщины
| Класс        | Спортсмены         | Гонка | Гонка | Гонка | Гонка | Гонка | Гонка | Гонка | Гонка | Гонка | Гонка | Гонка          | Очки | Место |
| Класс        | Спортсмены         | 1     | 2     | 3     | 4     | 5     | 6     | 7     | 8     | 9     | 10    | M              | Очки | Место |
| ------------ | ------------------ | ----- | ----- | ----- | ----- | ----- | ----- | ----- | ----- | ----- | ----- | -------------- | ---- | ----- |
| Лазер Радиал | Виктория Андрулите | 38    | 10    | 29    | 24    | 26    | 19    | 23    | 27    | 33    | 3     | не участвовала | 194  | 25    |

### Современное пятиборье
Мужчины
| Соревнование      | Спортсмены       | Фехтование | Фехтование | Фехтование | Плавание | Плавание | Плавание | Верховая езда | Верховая езда | Верховая езда | Комбайн  | Комбайн | Комбайн | Всего     | Всего |
| Соревнование      | Спортсмены       | Побед      | Очки       | Место      | Время    | Очки     | Место    | Время         | Очки          | Место         | Время    | Очки    | Место   | Результат | Место |
| ----------------- | ---------------- | ---------- | ---------- | ---------- | -------- | -------- | -------- | ------------- | ------------- | ------------- | -------- | ------- | ------- | --------- | ----- |
| личное первенство | Юстинас Киндерис | 24+2       | 246        | 3          | 2:02.84  | 305      | 18       | 99.13         | 247           | 31            | 11:22.82 | 618     | 18      | 1416      | 18    |

Женщины
| Соревнование      | Спортсмены            | Фехтование | Фехтование | Фехтование | Плавание | Плавание | Плавание | Верховая езда | Верховая езда | Верховая езда | Комбайн     | Комбайн | Комбайн | Всего     | Всего |
| Соревнование      | Спортсмены            | Побед      | Очки       | Место      | Время    | Очки     | Место    | Время         | Очки          | Место         | Время       | Очки    | Место   | Результат | Место |
| ----------------- | --------------------- | ---------- | ---------- | ---------- | -------- | -------- | -------- | ------------- | ------------- | ------------- | ----------- | ------- | ------- | --------- | ----- |
| личное первенство | Лаура Асадаускайте    | 15+2       | 192        | 26         | 2:17.21  | 276      | 25       | 77.09         | 300           | 1             | 11:38.37 ОР | 602     | 1       | 1370      | 2     |
| личное первенство | Гинтаре Венчкаускайте | 12+1       | 173        | 34         | 2:18.37  | 274      | 30       | 72.74         | 300           | 2             | 11:44.37    | 596     | 2       | 1343      | 7     |

### Стрельба
Мужчины
| Соревнование                     | Спортсмены      | Квалификация | Квалификация | Финал                | Финал                |
| Соревнование                     | Спортсмены      | Результат    | Место        | Результат            | Место                |
| -------------------------------- | --------------- | ------------ | ------------ | -------------------- | -------------------- |
| Винтовка, 10 м                   | Каролис Гирулис | 624.3        | 28           | Завершил выступление | Завершил выступление |
| Винтовка из трёх положений, 50 м | Каролис Гирулис | 1163         | 25           | Завершил выступление | Завершил выступление |

### Тяжёлая атлетика
Мужчины
| Категория    | Спортсмены     | Вес    | Рывок | Рывок | Рывок | Толчок | Толчок | Толчок | Всего | Место |
| Категория    | Спортсмены     | Вес    | 1     | 2     | 3     | 1      | 2      | 3      | Всего | Место |
| ------------ | -------------- | ------ | ----- | ----- | ----- | ------ | ------ | ------ | ----- | ----- |
| Свыше 109 кг | Арнас Шидишкис | 105.35 | 151   | 156   | 160   | 182    | 187    | 190    | 343   | 11    |